# حمورابي الثالث
حمورابي الثالث (حكم نحو 1625- 1600 ق.م- التسلسل الزمني الأوسط ) كان ملك يمحاض ( حلب ) خلفًا ليريم-ليم الثالث .

## الهوية
من المحتمل أن يكون حمورابي الثالث ابنًا لياريم-ليم الثالث،  ومع ذلك، فيما يتعلق بهويته هناك بعض الارتباك:

### الخلط مع حمورابي الثاني
كان يفترض سابقًا أن الملك حمورابي الثالث هو نفس الملك حمورابي الوارد ذكره في لوحي ألالاخ الذين يحملان الرمزين AlT 21،22 إلا أنه من المعروف أن ياريم-ليم الثالث كان ملك يمحاض إبان تدمير ألالاخ وتذكر بعض الكتابات الحثية، التي يرجع تاريخها إلى ما بعد تدمير ألالاخ، الملك حمورابي ابن ياريم-ليم الثالث، وبالتالي فإن حمورابي المذكور في لوحين ألالاخ لا يمكن أن يكون نفس الملك حمورابي ابن ياريم ليم الثالث، وبالتالي فإن حمورابي المذكور في اللوحين هو حمورابي الثاني ، سلف ياريم-ليم الثالث بينما حمورابي المذكور في السجلات الحثية هو حمورابي الثالث ، ابن ياريم-ليم الثالث.
وتوقفت الكتابة في ألواح ألالاخ، وهي المصدر الرئيسي لحياة ملوك حلب، بتدمير خاتوشيلي الأول لألالاخ. وهذا أدى إلى ندرة المعلومات عن حلب.

### الخلط مع حمورابي ابن أميتاقوم
ورد ذكر حمورابي الثالث في حوليات خاتوشيلي الأول  ما أدى إلى نشوء ارتباك آخر حول هويته بسبب حقيقة أن أميتاقوم ، ابن ملك ألالاخ ووريثه كان يُدعى حمورابي كذلك. وقد عين أميتاقوم ابنه خليفة له بحضور ياريم-ليم الثالث،  وتذكر النصوص الحثية المتعلقة بالحروب الحلبيّة ياريم ليم الثالث ملكًا على حلب، كما تذكر أيضًا حمورابي ملك حلب، ابن الملك الذي دُمر اسمه. مما دفع روتون Michael B. Rowton إلى تقديم احتمالين حول هوية حمورابي هذا، الأول هو أن حمورابي الثالث كان ابن أميتاقوم، والآخر هو أن حمورابي الثالث كان ابن ياريم-ليم الثالث،  ويعتقد لاندسبيرجر Benno Landsberger أن حمورابي ألالاخ هو نفسه حمورابي الثالث اليمحاضي.

## الحرب مع الحثيين
قام خاتوشيلي الأول بسلسلة من الحملات التدميرية ضد يمحاض وأتباعها في عهد الملك ياريم-ليم الثالث، وواصل حملاته ضد حمورابي،  وأخيراً هاجم حلب العاصمة ولكن تم صده، وأصيب ومات في النهاية متأثراً بجراحه نحو عام 1620 ق.م.
أعلن خاتوشيلي، قبل وفاته، حفيده الصغير مورشيلي وريثًا له. وتوقفت الهجمات الحثية مؤقتًا حتى وصل مورشيلي إلى مرحلة الرجولة. تميز هجوم الملك الحثي الجديد بالحاجة الشخصية للانتقام من حمورابي وحلب، فقد أراد الثأر لدم خاتوشيلي كما ورد في أحد النصوص الحثية. كان هجوم مورشيلي حاسمًا، إذ دمر حلب ونقل الأسرى والغنائم إلى خاتوشا ، مما أنهى مملكة يمحاض كقوة في الشرق الأدنى حوالي عام 1600 ق.م 

## المصير والخلافة
تذكر النصوص الحثية أن ملك حلب تم القبض عليه وقدم كفارة لمورشيلي. ومن غير المعروف الطريقة التي قام بها حمورابي بهذا التكفير، وكذلك مصيره النهائي غير معروف. أعيد بناء حلب،  بعد اغتيال مرشيلي، على يد سرا إيل، أمير حلب (ربما ابن يريم-ليم الثالث)  الذي استعاد العرش. ولكن يمحاض لم تستعد مكانتها السابقة أبدًا.
| حمورابي الثالث سلالة يمحاض |   |                                     |
| منصب                       |   |                                     |
| سبقه                       | ' | شاغرحامل اللقب التاليسرا-إل ملك حلب |

### هوامش
1. ↑  Douglas Frayne (يناير 1990). Old Babylonian Period (2003-1595 BC). ص. 797. ISBN:9780802058737.
2. ↑  Michael C. Astour (1989). Hittite history and absolute chronology of the Bronze Age. ص. 11. ISBN:9789186098865. مؤرشف من الأصل في 2023-12-15.
3. ↑  Celia J. Bergoffen (2005). The Cypriot bronze age pottery from Sir Leonard Woolley's excavations at Alalakh (Tell Atchana). ص. 57. ISBN:9783700132455. مؤرشف من الأصل في 2025-01-20.
4. ↑  wilfred van soldt (1999). Akkadica, Volumes 111-120. ص. 106. مؤرشف من الأصل في 2024-12-16.
5. ↑  Soldt، Wilfred H. van. Syrian Chronology in the Old and Early Middle Babylonian Periods, Akkadica 119-20. مؤرشف من الأصل في 2025-01-20.
6. ↑  Iorwerth Eiddon Stephen Edwards (1970). The Cambridge Ancient History. ص. 244. ISBN:9780521082303.
7. ↑  Horst Klengel (20 مارس 1992). Syria, 3000 to 300 B.C. ص. 63. ISBN:9783050018201.
8. ↑  Iorwerth Eiddon Stephen Edwards؛ M. B. Rowton؛ C. J. Gadd؛ N. G. L. Hammond (2 ديسمبر 1970). The Cambridge Ancient History. ص. 214. ISBN:9780521070515.
9. ↑  American Schools of Oriental Research (1945). Bulletin of the American Schools of Oriental Research, Nummers 137-144. ص. 28.
10. ↑  Trevor Bryce (1999). The Kingdom of the Hittites. ص. 88. ISBN:978-0-19-924010-4.
11. 1 2  Trevor Bryce (6 مارس 2014). Ancient Syria: A Three Thousand Year History. ص. 29. ISBN:978-0-19-100292-2.
12. ↑  Trevor Bryce (1999). The Kingdom of the Hittites. ص. 94. ISBN:978-0-19-924010-4. مؤرشف من الأصل في 2025-01-20.
13. 1 2 3 4  Trevor Bryce (6 مارس 2014). Ancient Syria: A Three Thousand Year History. ص. 30. ISBN:978-0-19-100292-2. مؤرشف من الأصل في 2023-12-11.
14. ↑  Trevor Bryce (1999). The Kingdom of the Hittites. ص. 103. ISBN:978-0-19-924010-4. مؤرشف من الأصل في 2023-12-15.
15. ↑  Michael C. Astour (1989). Hittite history and absolute chronology of the Bronze Age. ص. 18. ISBN:9789186098865. مؤرشف من الأصل في 2023-12-15.
16. ↑  Eva Von Dassow (2008). State and society in the late Bronze Age. ص. 18. ISBN:9781934309148. مؤرشف من الأصل في 2023-05-28.